# Merka
Merka, Marka ou Marka Cadey (Marka la blanche en Somali, en raison de la couleur de l'écrasante majorité de ses maisons) est une ville qui se situe au sud-est de la Somalie en Afrique et bordée par l'Océan Indien à l'est.
À l'époque de la colonisation italienne, le nom de la commune s'écrivait Merca.
De nos jours, on parle de Merka, ou de Marka, pour les Somalis et les Arabes.
C'est la capitale de la région de Shabeellaha Hoose.

## Histoire
Merka, à l'arrivée des Italiens en 1905, n'était qu'un petit village de pêcheurs. Les Italiens aménagèrent un port entre 1905 et 1912. C'est la ville où fut détecté le dernier cas de variole sauvage le 26 octobre 1977.